# Air Sunshine
Air Sunshine — региональная авиакомпания Соединённых Штатов Америки со штаб-квартирой в городе Форт-Лодердейл (Флорида), США. Компания выполняет регулярные и чартерные перевозки в аэропортах Флориды, Багамских островов, Кубы, Ямайки, Пуэрто-Рико, Британских Виргинских островов и Американских Виргинских островов.
Порт приписки авиакомпании находится в Международном аэропорту Форт-Лодердейл/Голливуд, главный транзитный узел перевозок (хаб) действует в Международном аэропорту имени Луиса Муньоса Марина в городе Сан-Хуан.

## Флот
По состоянию на август месяц 2006 года авиакомпания эксплуатировала воздушный флот из следующих лайнеров :
- Embraer EMB 110P1 Bandeirante — 2 единицы;
- Saab 340A — 3 единицы;
- Cessna 402C — 15 единиц.

## Маршрутная сеть
Авиакомпания Air Sunshine выполняет регулярные рейсы в следующие города:
- Форт-Лодердейл
- Джорджтаун (Каймановы острова)
- Инагуа (Багамские острова)
- Марш-Харбор (Багамские острова)
- Залив Гуантанамо (остров Куба)
- Кингстон (Ямайка)
- Нью-Байт
- Сент-Круа (Американские Виргинские острова)
- Сент-Томас (Американские Виргинские острова)
- Сан-Хуан (Пуэрто-Рико)
- Сарасота/Брейдентон (Флорида)
- остров Сан-Сальвадор (Багамские острова)
- Тортола (Британские Виргинские острова)
- Верджин-Горда (Британские Виргинские острова)
- Вьекес (Пуэрто-Рико)

## Инциденты и безопасность полётов
По оценке специалистов авиакомпания Air Sunshine в период с 1997 по 2004 годы имела уровень авиационной безопасности немногим выше среднего значения в целом в области авиационных перевозок Соединённых Штатов.
- 13 июля 2003 года у самолёта, выполнявшего рейс из Форт-Лодердейла в Абако-Айленд (Багамские острова), отказал двигатель, в результате чего лайнер упал в море в 10 километрах от аэропорта назначения.[3]
- 7 января 2007 года экипаж самолёта Cessna 402, выполнявшего рейс из Виргин-Горда в Сан-Хуан, сообщил о проблемах с гидравлической системой шасси. Экипажу удалось посадить самолёт в пункте назначения без фатальных последствий, во время посадки самолёта аэропорт был полностью закрыт в течение 30 минут.